# 滝澤俊輔
滝澤 俊輔（たきざわ しゅんすけ）は、日本の作曲家、編曲家。TRYTONELABO所属。

## 人物
東京音楽大学作曲指揮専攻（映画放送音楽コース）卒業。作曲を三枝成彰、千住明、服部克久、小六禮次郎の各氏に師事。在学中より舞台音楽の作曲、アーティストへの楽曲提供、キーボーディストとして演奏活動を行う。現在は打ち込みのコンピューターサウンドから生のオーケストラ曲の作・編曲まで、幅広いジャンルの音楽制作に携わる。
2010年にはズーラシアンブラスのコンポーザートライアルに合格しており、オリジナルの器楽曲を発表する一方、クラシックやポップスなどを吹奏楽用にアレンジもしている。
なお声優の牧野由依とは大学時代からの友人である。

## 器楽作品（オリジナル曲）
- ズーラシアン関連楽曲
「バンビーニ序曲」
「鳥類大図鑑」
「アルビレオの誘惑」
「ジルベスターファンファーレ」
「うさぎのアイリッシュダンス」
「サクソフォン四重奏の為の小組曲『Good Summer Pictures』」
「Departure」
「Fantasista〜ファンタジスタ〜(A.SaxSolo/Pf)」
「The Backpacker!（金管五重奏）」
「ヒメタテハの魔法の笛」
「ねこ、ステップ踏んじゃった!」
「サクソフォーンアンサンブルの為の小組曲 -SKY walker-より」
「Legend of Galaxy（大編成吹奏楽）」
- 侍BRASS
「宝船」
「応天門炎上（金管八重奏）」
「関ヶ原（金打十重奏）」
「桶狭間（金管八重奏）」

## 提供作品

### アーティスト
- 牧野由依
「アムリタ 弾き語りバージョン」(牧野由依と共編曲)
「88秒フライト」(作曲・編曲)
「たったひとつ」(作曲)
「What A Beautiful World -Studio Live Version-」(牧野由依と共編曲)
- 下田麻美
「もう一度」(作曲)
「彼方の涙」(作曲・編曲)
「I never lose」(作曲・戸田章世と共編曲)
- 石田燿子
「first step」(編曲)
「Next Chapter」(作曲・編曲)
- 仁平智子
「beautiful days」(作曲・編曲)
「空色のキャンバス」(編曲)
「ショコラ」(作詞・作曲・編曲)
「Kiseki〜めぐる季節〜」(佐藤ノリチカと共編曲)
「LOVE IN HEAVEN」(編曲)
「I Love Youダーリン♡」(作曲・編曲)
- 山本和臣
「今日はもう泣かないでおやすみ」(編曲)
- 矢田悠祐
「Be with you」(編曲)
「Baby don't cry」(編曲)
- Machico
「beautiful days!」(作曲・編曲)
「Girls Be Ambitious!!」(作曲・編曲)
「OVER HEAT」(ブラスアレンジ)
- ロッカジャポニカ
「だけどユメ見る」(作曲)
- 伊藤美来
「あお信号」(作曲・編曲)
- 浪江女子発組合
「なみえのわ」(作曲)
- B.O.L.T
「足音」(作曲)
- 小倉唯
「秘密♡Melody」(作曲・編曲)
「Wind of Bloom」(作曲・編曲[4])

### テレビアニメ
- デート・ア・ライブ
「リトル妹ドロップス」(編曲)
「渚のパフューム」(編曲)
- マケン姫っ!通
「耳に残るは君の声」(編曲)
「願いごと〜キミノセイダヨ〜」(編曲)
- 普通の女子校生が【ろこどる】やってみた。
「流川ガールズソング」(作曲・編曲) 　
「魚心くんソング」(作曲・編曲)
「聖なる夜に」(編曲)
「しょうらいのゆめ」(作曲・編曲)
- 新妹魔王の契約者
「Still Sis」(編曲)
- 銃皇無尽のファフニール
「Tale of my life」(作曲・編曲)
「MOON NIGHT DREAM」(作曲・編曲)
- トリアージX
「クリスタライズ」(作曲・編曲)
- この素晴らしい世界に祝福を!
「水色イルミネーション」(作曲・編曲)
- ランス・アンド・マスクス
「heart to heart」(作曲・編曲)
- 魔法つかいプリキュア!
「Beauty of truth」(作曲・編曲)
- SUPER LOVERS
「Twins」(編曲)
「ギュンとラブソング」(編曲)
- ブレイブウィッチーズ
「ブレイブ・ハート」(作曲・編曲)
「Heart」(作曲・編曲)
- サクラダリセット
「Reset」(作曲・編曲)
- ウマ娘 プリティーダービー
「ENDLESS DREAM!!」(内田哲也と共編曲)
- 100%パスカル先生
「パスコシスターズ」(作曲・編曲)
「学園崩壊ラブ」(作曲・編曲)
「学校・MAJIウザイ!」(作曲・編曲)
- ヒナまつり
「たいせつなひと」(作曲・編曲)

### ゲーム
- BLAZBLUE
「Go in SOUL」(石渡太輔と共作曲)
「racta ratio」(石渡太輔と共作曲)
「anothen blue」(石渡太輔と共作曲)
「Stardust memory〜永遠の日々〜」(編曲)
- アイドルマスター シンデレラガールズ（TVアニメ楽曲も含む）
「エヴリデイドリーム」(作曲・編曲)
「メッセージ」(作曲・編曲)
「お願い!シンデレラ JAZZ Rearrange Mix」(ホーンアレンジ)
「夕映えプレゼント」(Yoshi（BNSI）と共編曲)
「shabon song」(作曲・ピアノ)
「つぼみ」(作曲・編曲)
「Shine!!」(作曲・編曲)
「心もよう」(作曲・編曲)
「夢色ハーモニー」(編曲)
「おねだりShall we〜? 〜For Kanako Rearrange Mix〜」(編曲)
「はにかみdays」(作曲・編曲)
「奏（かなで）」(編曲)
「EVERMORE」(田中秀和（MONACA）と共作曲・共編曲)
「Treasure☆」(作曲・編曲)
「きみにいっぱい☆」(作曲・編曲)
「マイ・スイート・ハネムーン」(作詞・作曲・編曲)
「always」(編曲)
「ツインテールの風」(作曲・編曲)
「Voyage」(作曲・編曲・ピアノ)
「Nocturne 〜For SS3A rearrange Mix〜」(編曲)
「Sunshine See May」（池田健仁と共作曲・共編曲）
「さやけき花の生命に」（作曲・編曲）
- アイドルマスター
「久遠の河」(編曲)
「贈る言葉」(編曲)
- アイドルマスター SideM
「DRIVE A LIVE」(編曲)
- Re:ステージ!
「FlowerS〜となりで咲く花のように〜」(作曲・編曲)
- アイドルマスター シンデレラガールズ劇場
「ぴにゃこら太絵かき歌」(作曲・編曲)
「Sing the Prologue♪」(作曲)
- アイドルマスター ステラステージ
「shy→shining」(編曲)
- ウマ娘 プリティーダービー
「DRAMATIC JOURNEY」(ファンファーレ部分の作曲・編曲)
- プリンセスコネクト!Re:Dive
「あの夏のメモリー」(作曲・編曲)
- 学園アイドルマスター
「Campus mode!!」(編曲)

### その他
- 非公認戦隊アキバレンジャー
「キャプたん Chu-Chu-Chu〜」(編曲)
- S+h（スプラッシュ）
「Juicy Cherry Pie」(作曲・編曲)
「マシュマロガールに恋してる」(作曲・編曲)
「Party tun up!」(作曲・編曲)
「Just A Wish」(作曲・編曲)
「Pied Piper@IC301」(作曲・編曲)
「百花繚乱AXE」(作曲・編曲)
「iGNiTiON」(作曲・Luca（FIN）と共編曲)
- Frep
「恋のワンダーランド」(作曲・編曲)
「告白To→Chu」(作曲・編曲)
「5Night Circus」(作曲・編曲)
「Rainbow☆Peace」(作曲・編曲)

- 東映公認 鈴村健一・神谷浩史の仮面ラジレンジャー
「Shake Hands」(編曲)
- ゆみりと愛奈のモグモグ・コミュニケーションズ
「美味しい時間」(作曲・編曲)
- パチスロ そらのおとしものフォルテ
「Utopia Blue」(岡野裕次郎と共編曲)
- MAPLUS+生放送　ピュアモンのモンスターラボ（楽曲制作）[5]

## 劇伴作品

### テレビアニメ
- 100%パスカル先生 （2017年）
- 僕の彼女がマジメ過ぎるしょびっちな件（2017年）
- アイドルマスター シンデレラガールズ劇場（岡野裕次郎・坪田修平と共同、2017年）
- 旗揚!けものみち（2019年）
- 迷宮ブラックカンパニー（TAKU INOUE・睦月周平・宮原ひとみ・YouSee・ヤノアツシ・田中ひなのと共同、2021年）
- 君のことが大大大大大好きな100人の彼女（睦月周平・ebaと共同、2023年）
- ワンルーム、日当たり普通、天使つき。[6]（2024年）

### Webアニメ
- うまゆる（第5話作曲・坪田修平と共編曲、2022年）

### ゲーム
- GUILTY GEAR Xrd -SIGN-（石渡太輔・佐藤ノリチカと共同、2014年）
- GUILTY GEAR -STRIVE-（石渡太輔と共同、2021年）

### 映画
- 犬鳴村（海田庄吾と共同、2020年）

### 舞台
- BLOG NEUROMANCER VOL.2（2010年）
- からくりサーカス〜からくり編〜（2012年）
- からくりサーカス〜サーカス編〜（2012年）
- 超鋼祈願ササヅカイン 〜新たなる脅威〜（2013年）
- DUSTSHOOTERS〜ダストシューターズ〜（2013年）
- ディアボロス（2014年）
- 月光条例 〜月光編〜 （2014年）
- 月光条例　〜カグヤ編〜（2015年）
- GHOST SEED 〜ゴーストシード〜（2015年）
- スタア誕生 エスター始動 / 神ボーイズ始動（松尾早人と共同、2015年）
- LASTSMILE ラストスマイル（2015年）
- 時空警察クロノゲイザー（泰勇気と共同、2016年）
- スリーブリフレイン（2016年）
- クレプトキング（2017年）
- 鬼泪〜激情編〜（2017年）
- イケメン戦国 THE STAGE〜真田幸村編〜（2017年）
- イケメン戦国 THE STAGE〜織田軍VS “海賊”毛利元就編〜（2017年）
- イケメン戦国 THE STAGE〜織田信長編〜（2018年）
- メイカ 魔女と幕末の英雄（三善雅己と共同、2018年）

## サポート

### ライブ
- 牧野由依
- 宇田めぐみ